# Milon no Hoshizora Shabon: Puzzle Kumikyoku
Milon no Hoshizora Shabon: Puzzle Kumikyoku (ミロンのほしぞらしゃぼん パズル組曲?) es un videojuego de tipo puzle para Nintendo DS perteneciente a la serie Milon's Secret Castle. Fue publicado por Hudson Soft el 6 de julio de 2006, solo en Japón.